# لورينزو رويز
لورينزو رويز هو مبشر وقسيس فلبيني، ولد في 1600 في مانيلا في الفلبين، وتوفي في 29 سبتمبر 1637 في ناغاساكي في اليابان.